# Sibérie orientale

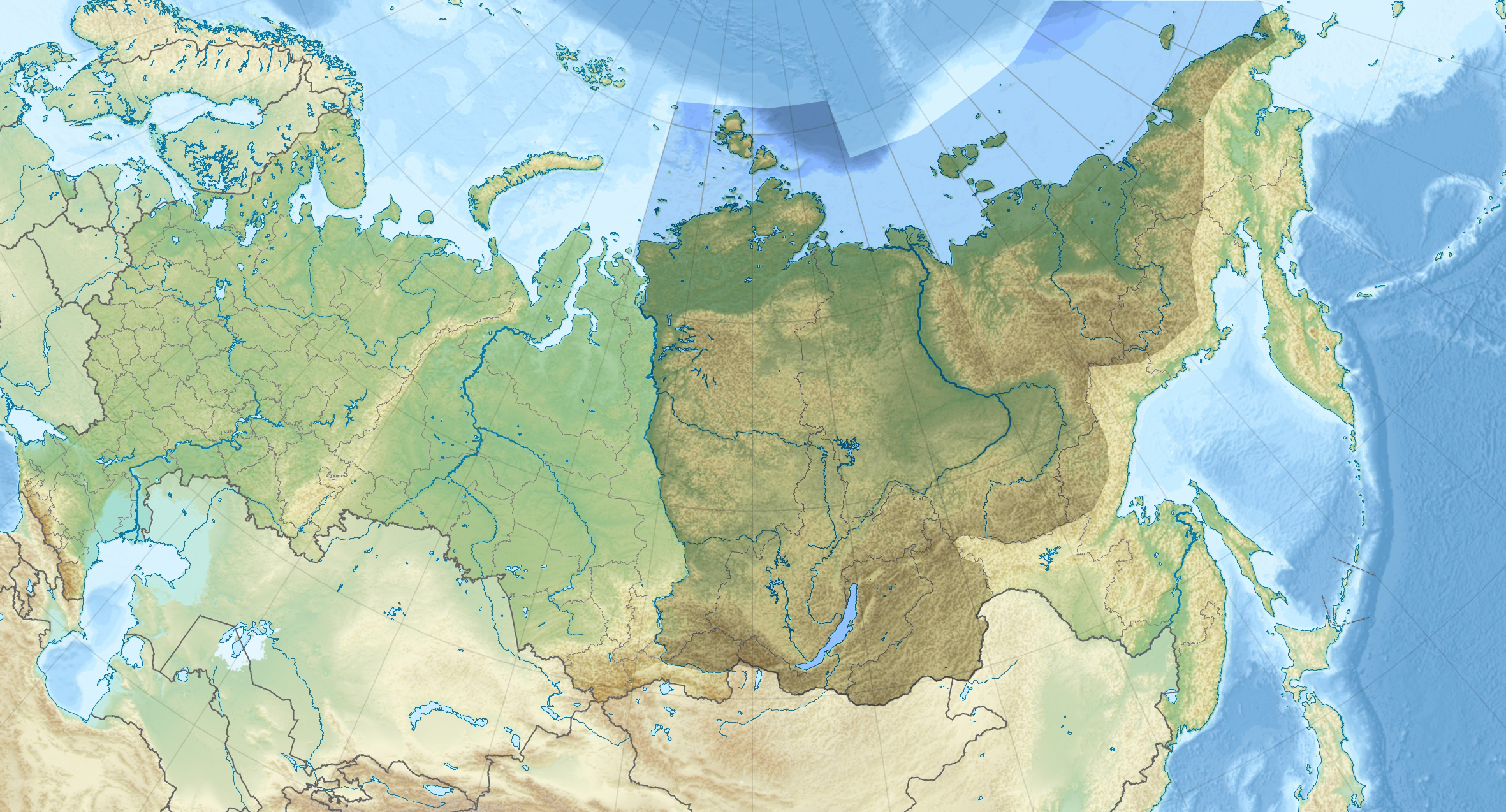
Sibérie orientale

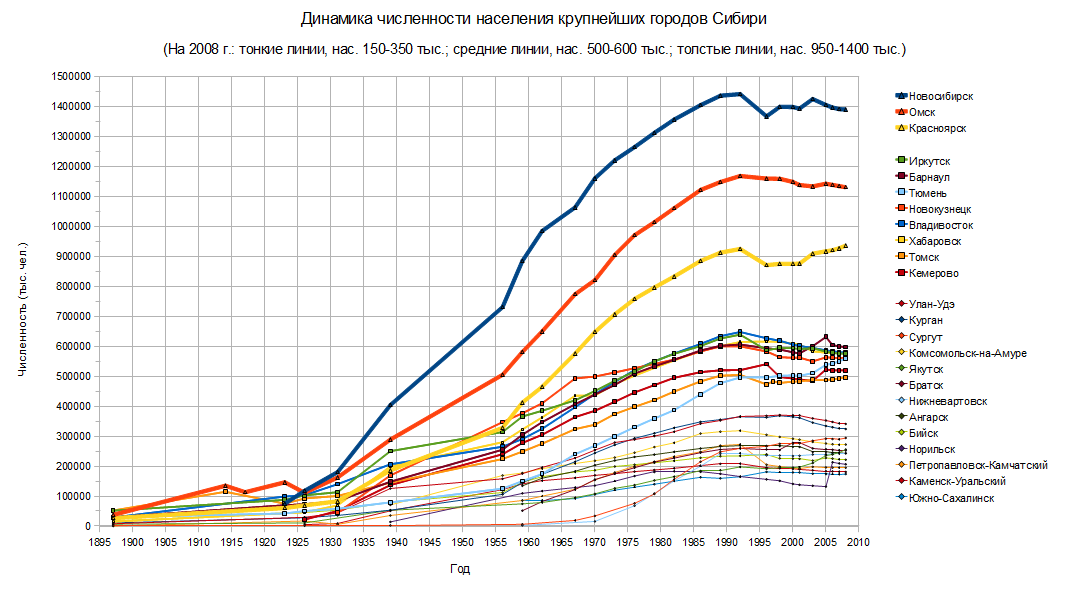
Dynamique de l'évolution de la population des plus grandes villes de Sibérie aux XX-XXIe siècles.

La Sibérie orientale fait partie de la Sibérie qui comprend le territoire asiatique de la Russie depuis le Ienisseï à l'ouest jusqu'aux crêtes du bassin versant le long de l'océan Pacifique à l'est  .

## Géographie
La superficie de la Sibérie orientale est de 7,2 millions de km2. La plus grande partie est occupée par la taïga du plateau sibérien central, qui est remplacée par les basses terres de la toundra au nord, les hautes chaînes de montagnes des monts Saïan occidental et oriental, les montagnes de Transbaïkalie et le territoire de Yano-Kolyma au sud et à l'est. Les plus grands fleuves de Russie - Ienisseï et Léna - coulent ici.
Les territoires de Krasnoïarsk et Transbaïkalie, la région d'Irkoutsk, les républiques de Bouriatie, de Touva, de Yakoutie et de Khakassie sont situés en Sibérie orientale.
La plus grande ville de la Sibérie orientale est Krasnoïarsk ; les grandes villes sont Irkoutsk, Oulan-Oude, Tchita, Iakoutsk, Angarsk, Bratsk, Norilsk.
Le type de végétation prédominant est la taïga. La taïga de Sibérie orientale s'étend des frontières de la forêt-toundra au nord jusqu'à la frontière avec la Mongolie au sud sur une superficie d'environ 5 000 000 km2, dont 3 455 000 km2 sont occupés par forêts de conifères.
Les sols et la végétation de la zone taïga de la Sibérie orientale se développent dans des conditions plus favorables que dans les zones de toundra et de forêt-toundra. Le relief est plus accidenté que dans la Sibérie occidentale voisine; des sols caillouteux et souvent minces se forment sur l'éluvium graveleux du substratum rocheux.
Il n'y a pas beaucoup de marais en Sibérie orientale ; on le trouve principalement dans les basses terres sur des interfluves plats et mal drainés.
Divers paysages et communautés végétales se trouvent en Sibérie orientale : déserts arctiques, steppes sèches, taïga, paysages alpins et des forêts de feuillus à Taimyr.

## Fuseau horaire
Il y a trois fuseaux horaires en Sibérie orientale - heure de Krasnoïarsk, heure d'Irkoutsk et heure de Iakoutsk .

## Climat
La température annuelle moyenne de l'air est de −16 ° C (Verkhoyansk) ... + 1 ° C (sud de la Sibérie). La Sibérie orientale se situe dans les zones tempérées et froides. Le climat du sud de la Sibérie orientale est extra-continental (région morphoclimatique de Barguzinski) ; modérément continentale (régions morphoclimatiques de Nazarovski et Krasnoïarsk-Kansk) ; fortement continentale (régions morphoclimatiques Angaro-Lenski et Selenginski) ; contreforts-steppe, steppe (régions morphoclimatiques de Koibal'ski et Udinski)  .
Il y a moins de précipitations que dans les régions occidentales de la Russie, l'épaisseur de la couverture neigeuse est généralement faible et le pergélisol est répandu dans le nord.
L'hiver dans les régions du nord est long et froid, la température atteint -40 ... -50 ° C. Les étés sont doux, chauds dans le sud. Le mois de juillet en Sibérie orientale est plus chaud par endroits que sous les mêmes latitudes de la partie européenne de la Russie et il y a plus de jours ensoleillés.
L'amplitude des fluctuations des températures estivales et hivernales atteint 40-65°C 

## Réserves, parcs nationaux et naturels
Réserves naturelles
- Azas (ru) (Touva)
- Réserve naturelle Baïkal-Léna (région d'Irkoutsk)
- Réserve naturelle du Baïkal (Bouriatie)
- Réserve naturelle de Bargouzine (Bouriatie)
- Réserve naturelle du Grand Arctique (territoire de Krasnoïarsk)
- Réserve Vitimsk (ru) (région d'Irkoutsk)
- Réserve naturelle de Daourie (territoire transbaïkal)
- Réserve naturelle Djerguinski (Bouriatie)
- Réserve naturelle Olyokma (Yakoutie)
- Réserve naturelle de Poutorana (territoire de Krasnoïarsk)
- Réserve naturelle de Saïano-Chouchensk (territoire de Krasnoïarsk)
- Réserve naturelle de Sokhondinski (ru)(territoire transbaïkal)
- Réserve naturelle Taïmyrski (territoire de Krasnoïarsk)
- Réserve naturelle de la Toungouska (territoire de Krasnoïarsk)
- Réserve naturelle du bassin de l'Oubsou-Nour (Tyva)
- Réserve naturelle du delta de la Léna (Yakoutie)
- Réserve naturelle de Sibérie centrale (territoire de Krasnoïarsk)

Parcs nationaux
- Parc national Alkhanaï (Territoire transbaïkal)
- Parc national Zabaïkalski (Bouriatie)
- Parc national Pribaikalsky (région d'Irkoutsk)
- Parc national des colonnes de Krasnoïarsk (territoire de Krasnoïarsk)
- Parc national de la Tounka (Bouriatie)
- Parc national du Tchikoï (territoire transbaïkal)
- Parc national Shushensky Bor (territoire de Krasnoïarsk)

Parcs naturels
- Zapovednik Asas (ru)(territoire de Krasnoïarsk)
- Parc national des colonnes de la Léna (Yakoutie)
- Parc naturel de Momsky (Yakoutie)
- Shine (Yakoutie)
- Parc naturel d'Ust-Vilyui (Yakoutie)

## Hydrographie

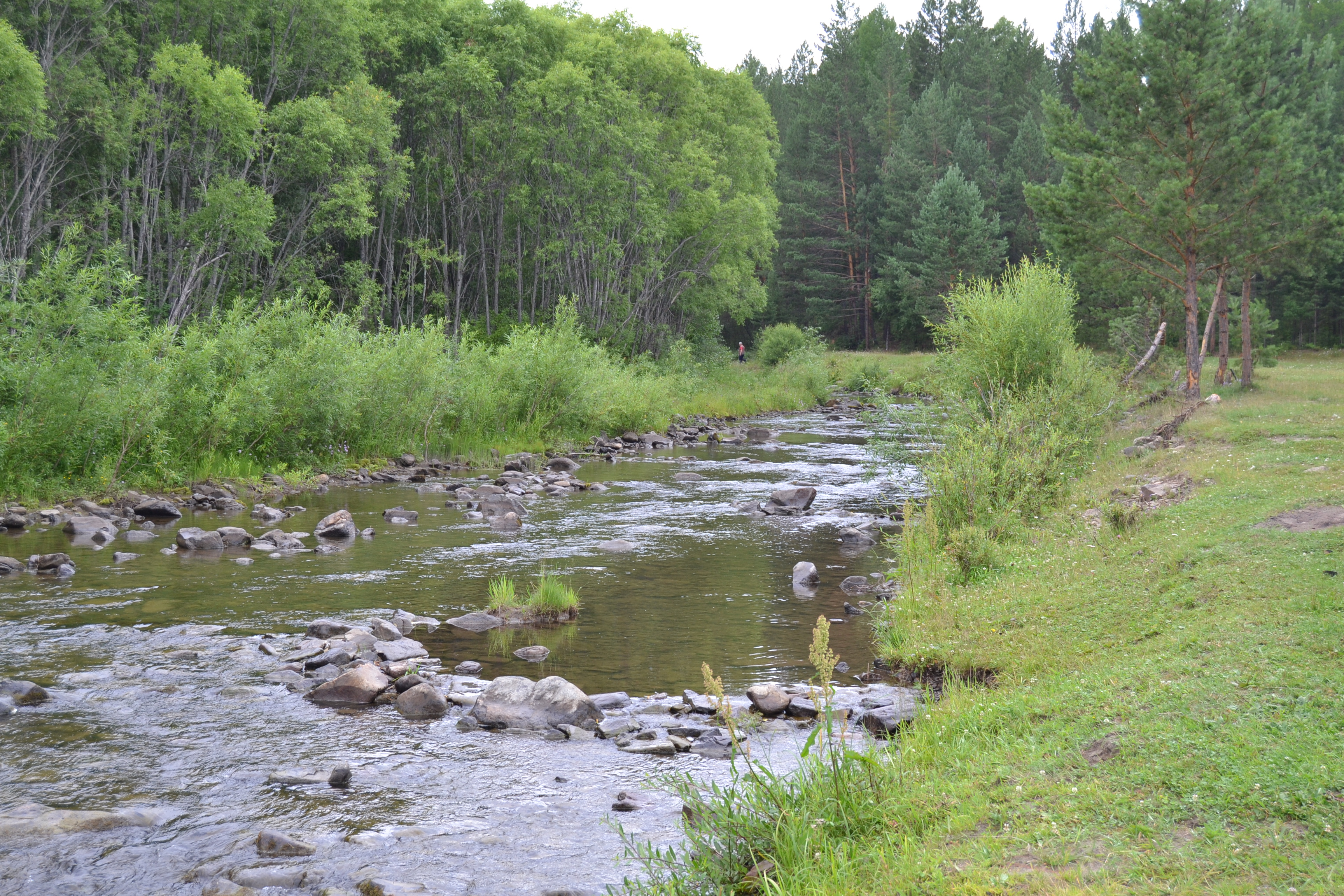
Rivière Kuytunka (affluent gauche de l' Irkut)

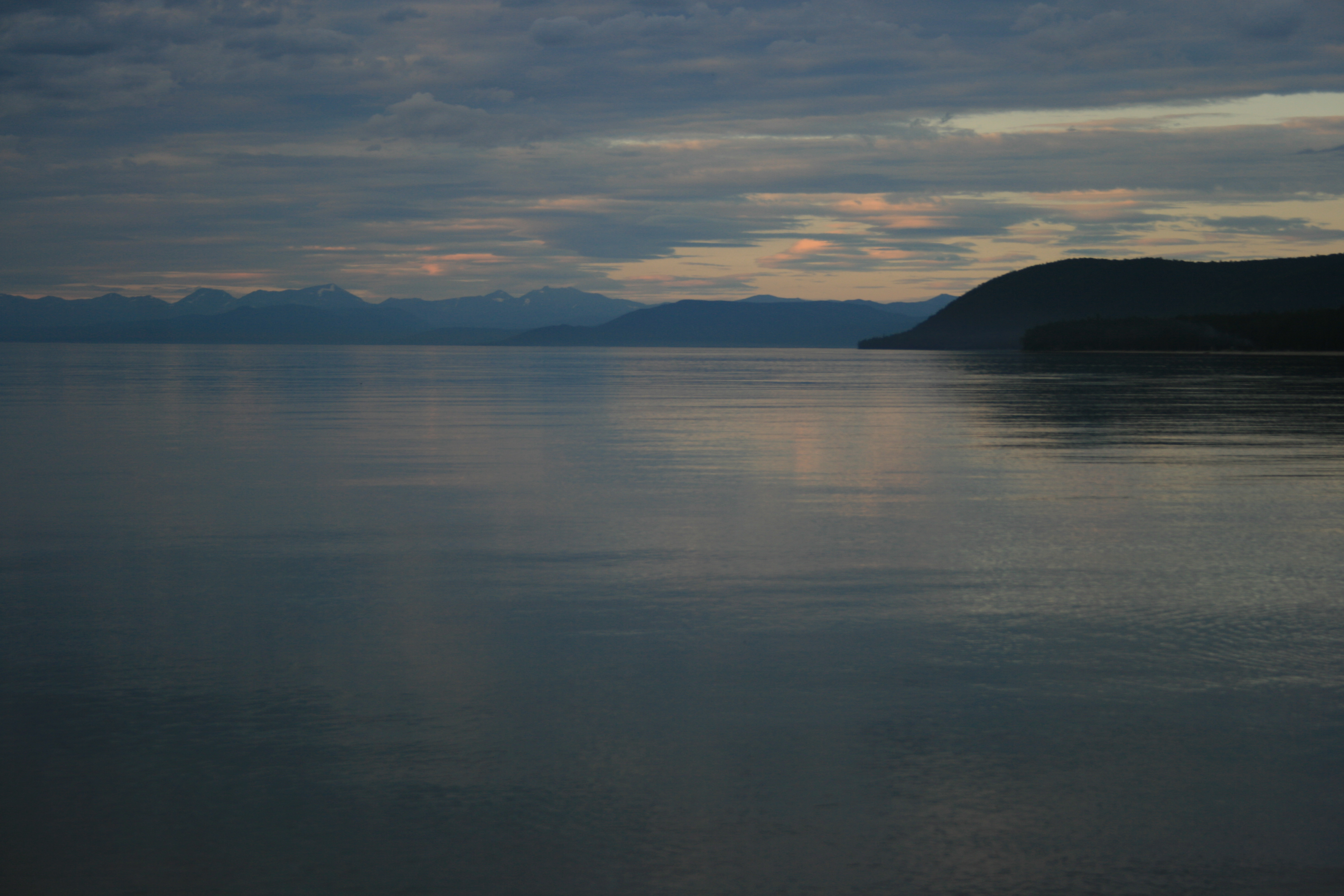
Baïkal est le plus grand lac de la Sibérie orientale

Sibérie orientale avec sa façade face à l'océan Arctique.
Mers - mer de Kara, mer des Laptev et la mer de Sibérie orientale.
Grands lacs - lac Baïkal, lac Taïmyr, lac Khantaï, lac Lama, lac Piassino.
Grands fleuves - Ienisseï, Léna, Viliouï, Selenga, Olekma, Angara, Aldan, Vitim, Kolyma (fleuve), Indiguirka, Iana (fleuve), Toungouska Inférieure, Khatanga, , etc.
Les fleuves de la Sibérie orientale appartiennent principalement au bassin de l'océan Arctique, mais il y a aussi ceux appartenant au bassin du Pacifique - Ingoda, Chilka, Argoun, Onon.

## Ressources
Environ la moitié de toutes les ressources forestières de la Russie sont concentrées en Sibérie orientale. La majeure partie des réserves de bois est constituée de conifères de valeur : mélèze, pin sylvestre, épicéa, pin de Sibérie, sapin.
La Sibérie orientale correspond à un quart du territoire de la fédération de Russie, environ 70 % des réserves de charbon, houille et lignite de la Russie sont concentrées ici. La région est riche en gisements de minerais : minerai de fer des gisements de Korshunovski et Abakan, région d'Angara-Pitsky, minerais de cuivre-nickel de Norilsk , poly-métaux de l'Altaï, bauxites du Sayan oriental.
En Sibérie orientale, il y a le plus ancien gisement d'or de Bodaïbo dans la région d'Irkoutsk, le bassin de Minoussinsk et les gisements de Transbaikalia; Olympiadninskoye et autres gisements d'or dans le territoire de Krasnoïarsk. Une quantité importante de pétrole russe est produite dans le territoire de Krasnoïarsk. La Sibérie orientale est riche en minéraux non métalliques : il y a du mica, du graphite, du spath d'Islande, des matériaux de construction et des sels. Il existe également le plus grand gisement de diamants à la frontière du territoire de Krasnoïarsk et de la Yakoutie.

## Remarques
1. ↑  Восточная Сибирь
2. ↑  Баженова О.И., « Ландшафтно-климатические типы систем экзогенного рельефообразования субаридных районов юга Сибири » [archive du 27 mai 2012], // География и природные ресурсы. – 2006. - № 4. – Стр. 57-65. (consulté le 7 juin 2012)
3. ↑  « Архивированная копия » [archive du 22 avril 2009] (consulté le 28 novembre 2011)
4. ↑  Красноярский край потратит на развитие инфраструктуры Северо-Енисейского района 15 млрд рублей erreur modèle {{Lien archive}} : renseignez un paramètre « |titre= » ou « |description= »
5. ↑  
  - www.dela.ru, 31.01.2012 — Ванкор обгоняет Башкирию и Татарстан
  - www.dela.ru, 22.02.2012 — В январе нефти в Красноярском крае стало больше

## Liens
- Восточная Сибирь. Географическое описание Восточной Сибири. Описание истории, природы, населения и хозяйства Восточной Сибири
- Природа и география Восточной Сибири на сайте «Природа Байкала».